# 6127 Hetherington
6127 Hetherington eller 1989 HD är en asteroid i huvudbältet som upptäcktes 25 april 1989 av den amerikanske astronomen Eleanor F. Helin vid Palomar-observatoriet. Den är uppkallad efter Ernest Hetherington, vän till upptäckaren.
Asteroiden har en diameter på ungefär 5 kilometer och den tillhör asteroidgruppen Eunomia.